# Schloss Rodenbach

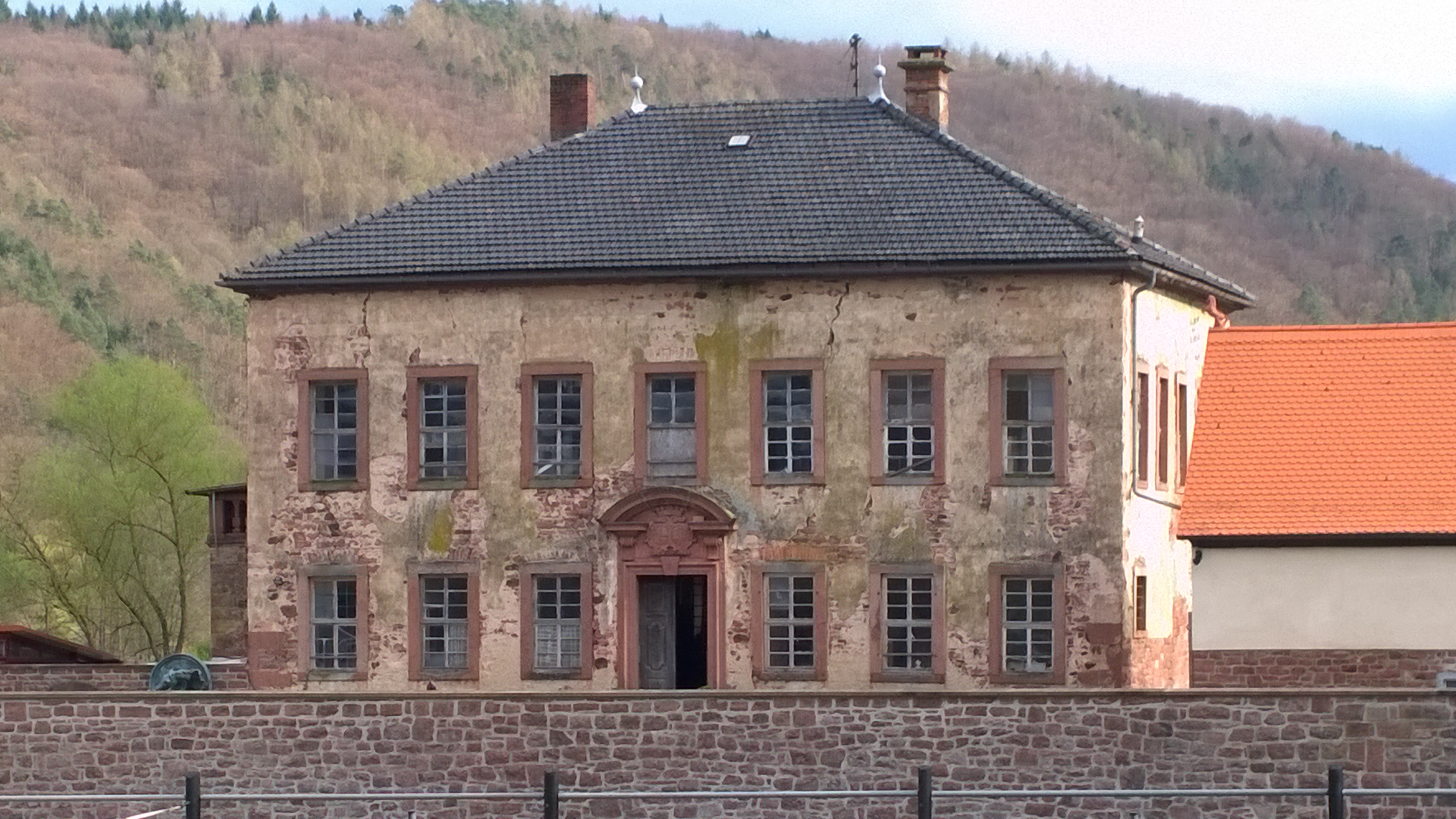
Nördliche Eingangsseite, links an der Ostseite der Altan mit Balustrade

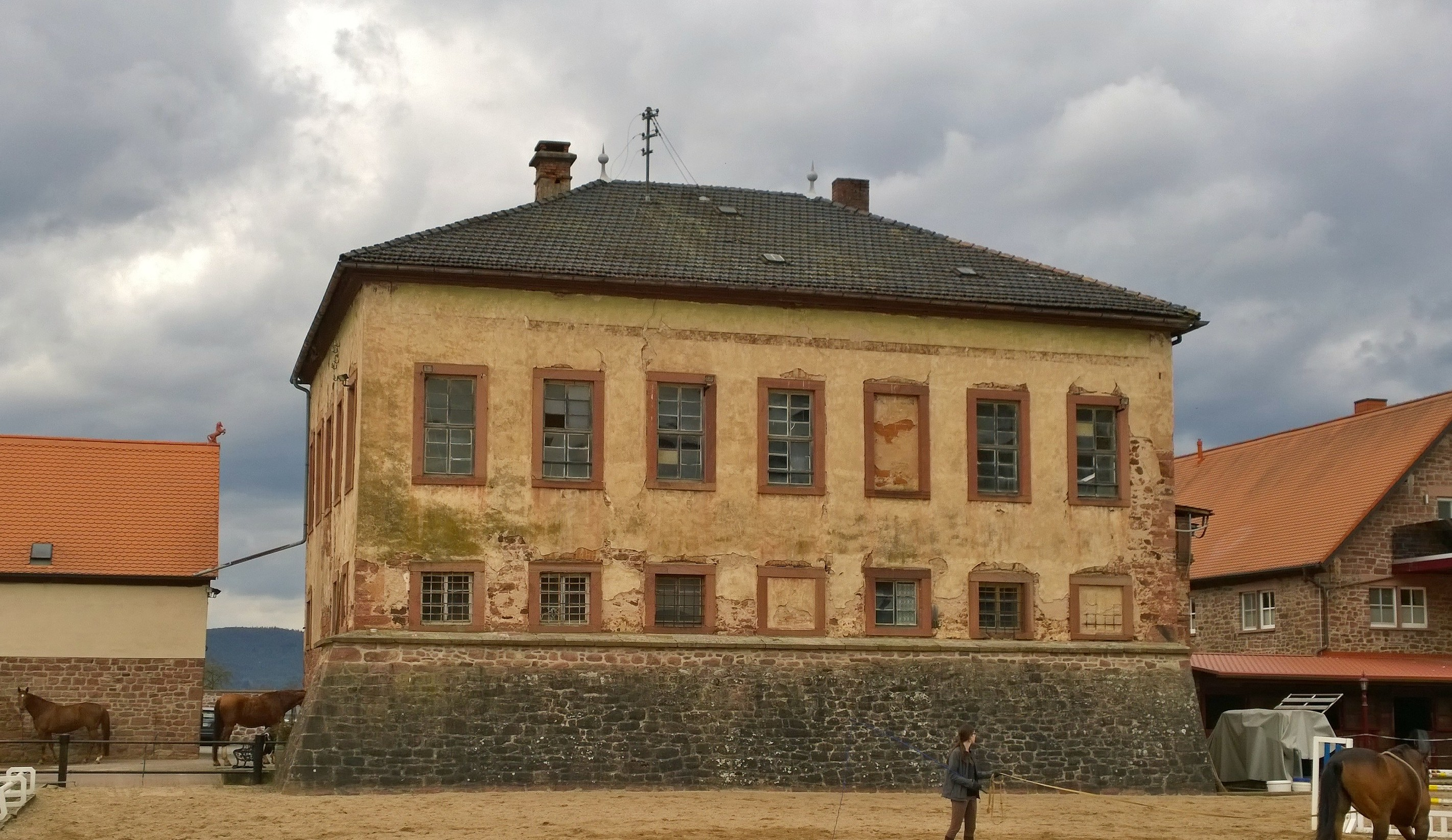
Die Rückseite des Schlossbaus

Das Anwesen aus der Zugangsseite von Norden

Das Schloss Rodenbach (heute als Ehemaliges Dalberg-Erthal’sches Schloss bezeichnet) war ein aus einem Gutshof erweitertes Schloss im Lohrer Stadtteil Rodenbach am Main im unterfränkischen Landkreis Main-Spessart in Bayern.

## Lage
Das Schloss, mit der Adresse Gutshofweg 4, liegt östlich des alten Ortskernes in einer Talaue fast direkt am hier Nord-Süd fließenden Main, der östlich am Schlossareal vorbeifließt und hier den Spessart in Sandsteinspessart und Fränkische Platte durchschneidet.

## Geschichte
Das ursprünglich rieneckische Schlösschen, ein Gutshof im Eigentum der Landesherren und in der Regel verliehen, ist vermutlich zeitgleich wie der Ort entstanden (1314 urkundlich) und wurde im Deutschen Bauernkrieg zerstört. Graf Philipp III. von Rieneck und seine Frau, Margarete von Erbach, ließen den Gutshof 1531 jedoch von den Bauern des Ortes in Fronarbeit und wohl zur Strafe der Beteiligung an den Aufständen des Bauernkrieges wieder aufbauen. Nach dem Tode Philipps († 3. September 1559), dessen Ehe mit der Erbacherin kinderlos blieb, und damit dem Aussterben des Rienecker Geschlechts 1559 fiel der Gutshof an die Landesherrschaft zurück, damals ein Kondominat zwischen dem Erzbistum Mainz und der Grafschaft Hanau-Münzenberg. Er kam nach 1559 in verschiedene Hände. Am 7. Januar 1612 wurde dort der von 1653 bis zu seinem Tode 1672 amtierende Bamberger Fürstbischof Philipp Valentin Voit von Rieneck geboren. Nach dem Aussterben der das Lehen besitzenden Linie der Voit von Rieneck mit dem jüngsten Bruder des Fürstbischofs namens Adam Dietrich (1639–1676) verkaufte der Erbe Philipp Heinrich Voit von Rieneck (1654–1711) das Gut 1690. Beurkundet wurde dies am 28. November 1690. Kurfürst Anselm Franz von Ingelheim bekundete, dass er seine lehnsherrliche Zustimmung zum Verkauf eines Hofes zu Rodenbach durch Philipp Heinrich Voit von Rieneck an den kurmainzischen Ritt- und Stallmeister Johann Franz Schnell von Rodenbach, 1697 auch Amtmann von Rothenbuch, gegeben und den Hof mit Zubehör als Lehen der Grafschaft Rieneck an Dietrich Schnell, den Bruder des genannten Franz, verliehen habe.
Es fiel schließlich mit dem Tode des Erwerbers Johann Franz Schnell 1704 und einhergehend mit dem Erlöschen des Mannlehens an Kurmainz zurück. Denn 1684/85 war das Kondominat aufgelöst worden und das Amt Partenstein zur Gänze Mainz zugesprochen. Der Witwe wurde eine Weiternutzung bis zu ihrem Ableben (1726) gestattet.
Am 15. Oktober 1726 beurkundete dann Kurfürst und Erzbischof von Mainz Lothar Franz von Schönborn, dass er nach Ableben des Johann Franz von Schnell von Rodenbach seinem Geheimen Rat und Lohrer Oberamtmann Philipp Christoph von und zu Erthal den Hof zu Rodenbach wiederum mit allem Zubehör, wie es im inserierten Lehnsbrief von 28. November 1690 im Einzelnen benannt war, zu einem Mannlehen verliehen habe.
Philipp Christoph von und zu Erthal ließ das Gut bis 1731 zu einem Sommerresidenz für seine Familie umbauen. Für seine schon kränkelnde Frau Maria Eva sollte es wohl ein Ort der Erholung sein. Über dem Gebäudeeingang befindet sich noch heute das gemeinsame Ehewappen mit der Jahreszahl 1731 und erinnert an Philipp Christoph und seine Frau: das Erthalsche Stammwappen und das erweiterte Familienwappen seiner Frau, die eine geborene von Bettendorf war. Das Rodenbacher Schlösschen wurde wohl von Philipp Christoph von und zu Erthal als „Kavaliersarchitekt“ selbst entworfen und wird nur von dem bekannteren und erheblich größeren, drei Jahre später begonnenen Erthaler Hof in Mainz übertroffen. Zwei Jahre vor seinem Tod wurde Philipp Christoph von Erthal vom Mainzer Kurfürst noch mit einem Rodenbacher Burglehen und dem anhängigen Besitz in Wombach und Sackenbach belehnt. Nach dem Aussterben des Erthalschen Geschlechts 1805 gelangte deren Besitz an die Herren von Dalberg.  1840 sollen sich Schloss und Gut mit schönen Wiesen und Gärten und noch in gefälligem Zustand befunden und der Uferwald bis ans Anwesen gereicht haben.
1929 erwarb die politische Gemeinde Rodenbach das Anwesen. Ein Jahr später wurde das Anwesen an einen Bauer vermietet. Nach anderen Angaben war das Anwesen, neben Großbesitz in Datschitz und Maleschau in Mähren, bayerischen Ländereien in Hösbach und Goldbach, sowie bayerischen Güter, wie Schloss Friesenhausen, das Ökonomiegut Rodenbach und Erlasee zu diesem Zeitpunkt noch Teil der Dalbergschen Besitzungen. Die Güter in Bayern wurden 1906/1907 in einem außergerichtlichen Vergleich, anlehnend an den Dalbergschen Fideikommiß von 1723, als gebundener Fideikommissarischer Familienbesitz anerkannt. Johannes von Dalberg (1909–1940) schließlich soll Schloss und Anwesen Rodenbach erst 1934 aus wirtschaftlichen Gründen verkauft haben.
Zum 1. Januar 1972 kam das Schloss mit dem Ort zur Stadt Lohr. 1985/86 wurde das Anwesen wieder an privat (Familie Hunger) verkauft.

## Beschreibung
Das Anwesen ist von einer Hofmauer umgeben. Das eigentliche Schlossgebäude ist bayerisches Baudenkmal mit der Nummer D-6-77-155-138. Der rechteckige heute fast schmucklose Baukörper ist ein zweigeschossiger barocker sieben- zu fünfachsiger Walmdachbau von 1731 mit wappengeschmücktem Portal über dreiseitiger Freitreppe sowie einem Altan ähnlichen Erker mit heute überdachter Balustrade. Am Erker bzw. an der Nordostecke sollen sich vier weitere Wappen, zum Teil heute nicht mehr lesbar, befinden.
Die unteren Bereiche der Gebäudeecken sind mit Eckquaderung versehen; die südliche Hofseite im Kellergeschoss mauerartig verstärkt. Ein Gewölbekeller mit Kreuzgewölbe weist mehrere gemauerte rechteckige Säulen auf. Bei der 2016 begonnenen Sanierung des Schlosses wurde im Erdgeschoss größeres Fachwerk unter Putz entdeckt, das erhalten werden soll. Die vier Räume im Erdgeschoss sollen dabei ihren Zuschnitt beibehalten. Die Räume wiesen Stuckdecken auf.
Im 19. Jahrhundert erfolgte ein Umbau des gesamten Schlosses.
Östlich rechtwinklig davon befindet sich der zweigeschossige, ehemalige, bis 2006 sanierte Marstall mit Satteldach und mit drei großen Scheunentoren und beherbergt heute Wohnungen; westlich des Schlossbaues schließt ein weiteres kleineres Nebengebäude an.

## Heutige Nutzung
Schloss und Gelände sind seit 1985/86 Teil eines Reiterhofes und in Privatbesitz. Seit 2016 wurde eine Generalsanierung am Schlossbau begonnen. Dabei wurde zuerst der historische Gewölbekeller als wasserdichte Stahlbeton-Wanne hochwasserfrei gelegt. Neben der Abdichtung gegen Hochwasser musste die Wanne über 28 Mikropfähle mit Längen bis zu 13,50 m mindestens 3 m tief in das Grundgestein des Maintals rückverankert werden, um ein Aufschwimmen des Baukörpers zu verhindern.